# Tunnel des Échelles
Le tunnel des Échelles (ou tunnel Napoléon) est un tunnel routier situé en France sur la commune de Saint-Christophe-la-Grotte, dans le département de la Savoie en région Auvergne-Rhône-Alpes. Il est l'œuvre du conseiller d'État chargé des Ponts et Chaussées du 1er Empire Emmanuel Crétet, dont la famille est originaire de la région.

## Géographie
Le tunnel des Échelles est traversé par la RD 1006  sur deux voies dans un seul tube. Sa longueur totale est de 307 m pour 8 m de large et de haut et était considéré pour l'époque comme le plus long du monde. Placé sur la RD 1006, le tunnel des Échelles se trouve sur la route menant de Lyon à Chambéry par la route. Situé sur la commune de Saint-Christophe, il relie précisément les communes de Saint-Jean-de-Couz et des Échelles.

## Histoire
Lors de la période d'occupation par les troupes révolutionnaires, les ingénieurs français souhaitent trouver une solution de contournement de la voie sarde, considérée comme malcommode. Napoléon Ier ordonne le percement d'un tunnel afin de faciliter la circulation. Les travaux débutent en 1806 et se terminent en 1820, alors que le duché de Savoie est revenu à la famille princière de Savoie.
Les travaux ont débuté par les deux versants, et les équipes se rejoignent le 15 août 1813, jour de la fête de l'empereur. L'ancien nom de la route qui traverse le tunnel fut route nationale 6.